# Động đất Al Haouz 2023
Động đất Al Haouz 2023 (tiếng Pháp: Séisme de 2023 au Maroc, tiếng Ả Rập: زلزال مراكش آسفي 2023) hay Động đất Marrakech-Asfi là trận động đất xảy ra ở miền bắc Maroc vào lúc 23:11 DST (05:11 ngày 9 tháng 9 theo giờ Việt Nam) ngày 8 tháng 9 năm 2023. Trận động đất có cường độ cấp 9 khoảng từ 6,8 đến 6,9 Mw đã tấn công vào khu vực Marrakech-Asfi của Maroc. Tâm chấn của trận động đất xảy ra cách thành phố Marrakech khoảng 73,4 km (45,6 dặm) về phía tây nam, gần với thị trấn Ighil và khu nghỉ dưỡng trượt tuyết Oukaïmeden tại dãy núi Atlas. Được tạo ra do đứt gãy trượt xiên dưới dãy núi, trận động đất đã giết chết tổng cộng hơn 2,901 người, chủ yếu là ở bên ngoài Marrakech. Nó cũng đã gây ra nhiều thiệt hại lớn, rung chấn mạnh làm nhiều tòa nhà và các di tích lịch sử ở Marrakech bị sụp đổ ngay tức khắc. Trận động đất cũng được cảm nhận ở Algérie và các quốc gia châu Âu như Tây Ban Nha, Bồ Đào Nha.
Đây có thể được coi là trận động đất gây thiệt hại lớn nhất ở Maroc kể từ trận động đất năm 1960 đã giết chết hơn 15,000 người ở quốc gia này. Đây cũng được coi là trận động đất gây thiệt hại lớn thứ hai trong năm 2023 kể từ sau thảm họa động đất ở Thổ Nhĩ Kỳ và Syria vào đầu tháng 2. Khoảng hơn 300,000 người, bao gồm có hơn 100,000 trẻ em từ thành phố Marrakech và các khu vực xung quanh bị ảnh hưởng bởi trận động đất, nhiều quốc gia đã đề nghị viện trợ nhân đạo và chính phủ Maroc cũng đã tuyên bố để quốc tang kéo dài 3 ngày để tưởng nhớ các nạn nhân xấu số.

## Bối cảnh và kiến tạo

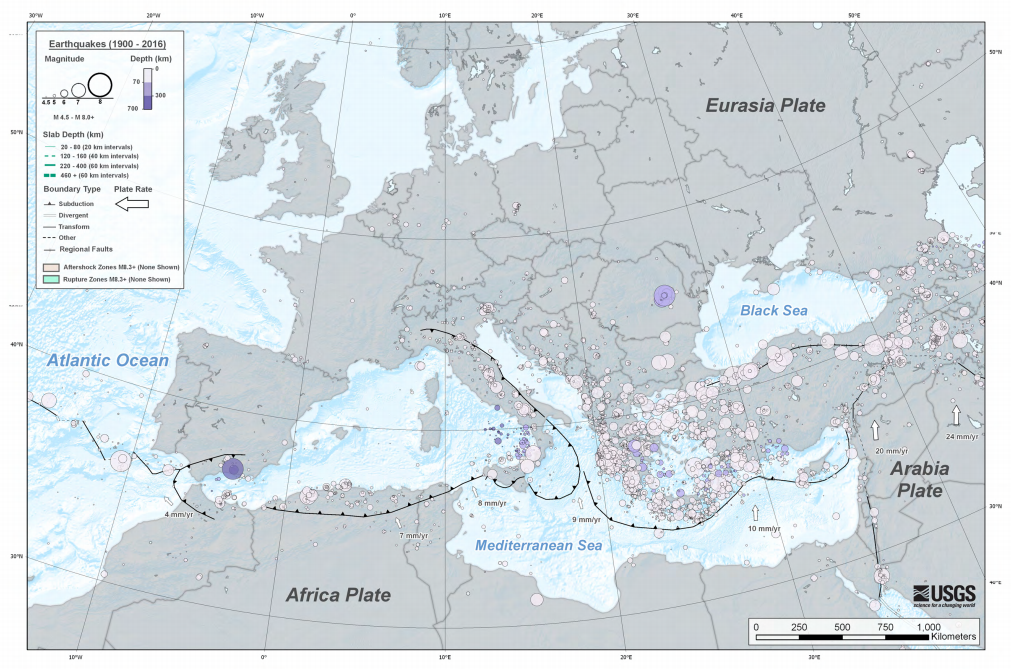
Bản đồ cho thấy phần lớn các trận động đất trên M5,5 từ năm 1900 đến 2016 đều tập trung ở các khu vực Địa Trung Hải và Bắc Phi.

Maroc là một quốc gia nằm ở giữa hai mảng châu Phi và mảng Á-Âu, trong hai mảng đó còn có vùng đứt gãy chuyển dạng Açores và Gibraltar. Đây là một vùng đứt gãy trượt ngang nằm ở phía bên phải của mảng châu Phi và nó luôn biến đổi lục địa về phía đông dựa theo sự phát triển của các mảng đứt gãy chờm lớn. Về phía đông của eo biển Gibraltar và trong vùng biển Alboran, các ranh giới đều có thể hội tụ và xảy ra hiện tượng va chạm lục địa. Chính vì vậy nên hầu hết các cơn địa chấn ở Maroc đều có liên quan đến sự chuyển động của ranh giới mảng đó, phần lớn có thể phát sinh ra nhiều cơn địa chấn lớn nằm ở phía bắc của quốc gia này khi đó chính là nơi gần với ranh giới nhất. Vào năm 2004, thành phố Al Hoceima đã từng phải hứng chịu một trận động đất mạnh 6,3 độ richter khiến 628 người thiệt mạng và 926 người bị thương. Vào năm 1980, trận động đất mạnh 7,3 độ richter đã gây thiệt hại đến cả Maroc và Algérie đồng thời giết chết hơn 2,500 người.
Dãy núi Atlas là một vành đai núi liên lục địa trải dài hơn 2,000 km (1,243 mi) từ Maroc đến Tunisia. Dãy núi này được hình thành nhờ sự hội tụ của các ranh giới từ thời Đại Tân sinh với Núi Toubkal là ngọn núi cao nhất của dãy núi nằm ở Maroc. Các cơn địa chấn ở Maroc đa số đều tập trung ở các khu vực phía bắc của đất nước và vùng biển Alboran. Trong khi tại phía nam, những hoạt động địa chấn dù thưa thớt nhưng lại bao phủ trên khắp các dãy núi từ Trung Atlas, Thượng Atlas đến Anti-Atlas. Tuy nhiên, các địa chấn ở Sahara Atlas lại bị hạn chế và ở phía nam của khu vực này thì lại không có bất kỳ một hoạt động địa chấn nào, các hoạt động đó cũng thường ít xuất hiện hơn khi đi về phía đông của Algérie và Tunisia. Trận động đất lớn nhất được ghi nhận ở dãy núi Atlas với 5,9 độ richter đã từng tấn công thành phố Agadir vào năm 1960. Phần lớn các trận động đất ở Atlas đều thể hiện những cơ chế tiêu điểm như là trượt ngang, trượt chờm hoặc trượt xiên.

## Trận động đất
Trận động đất ở Maroc là trận động đất mạnh nhất được ghi lại bằng công cụ trong lịch sử Maroc, chỉ đứng sau trận động đất tại Meknes năm 1755 với cường độ khoảng 6,5 đến 7 Mw . Theo thông tin từ Cục Khảo sát Địa chất Hoa Kỳ, trận động đất kéo dài 20 giây xảy ra ở độ sâu 18,0 km (11,2 mi) và có cường độ khoảng 6,8 Mww , còn theo báo cáo của cơ quan địa chấn Maroc thì độ sâu tiêu điểm của trận động đất là 8 km (5,0 mi) và có cường độ lên đến 7,2 Mwp . Ngoài ra, cơ sở Trung tâm Tenxơ Mô men Toàn cầu (GCMT) thì cường độ của trận động đất lại được báo cáo là 6,9 Mw . Theo báo cáo của Trung tâm Địa chấn Âu-Địa Trung Hải, trận động đất cũng được cảm nhận ở nhiều quốc gia như Bồ Đào Nha, Tây Ban Nha, Mauritania, Algérie, Tây Sahara và eo biển Gibraltar. Trận động đất sau đó cũng được phát hiện bởi các trạm giám sát từ xa ở Ai Cập. Mười chín phút sau trận động đất chính, một đợt dư chấn mạnh 4,9 độ richter đã xảy ra ngay sau đó và một cơn dư chấn mạnh 4,5 độ richter xảy ra hai ngày sau trận động đất.
Trận động đất có cơ chế tâm điểm hiển thị đường đứt gãy xiên đẩy nằm ở phía dưới Thượng Atlas. Nó xảy ra trên đường đứt gãy dốc nghịch xiên và di chuyển về phía Tây Bắc hoặc một đường đứt gãy dốc thấp nghịch xuyên di chuyển về phía Đông. Với diện tích đứt gãy khoảng 30 km từ phía 12 dặm, nhiều đường đứt gãy cắt ngang theo hướng đông tây, đông bắc tây nam và theo hướng đứt gãy chờm xảy ra ở Thượng Atlas. Kể từ năm 1900, không có một trận động đất nào trên 6 Mw  nằm trong vòng 500 km tâm chấn của trận động đất lần này. Tuy nhiên, chín cơn dư chấn trên 5 Mw và những biến cố lớn hơn hầu như đều xảy ra ở phía đông của trận động đất. Một mẫu đứt gãy hữu hạn của USGS cho thấy sự đứt gãy đều xảy ra trên hai đường đứt gãy theo hướng đông bắc-tây nam và đứt gãy trượt nghiêng theo hướng bắc tây bắc. Các mảng trượt chủ yếu tập trung ở phía tây nam và nghiêng hướng từ tâm chấn trong một mảng trượt hình elip có kích thước khoảng 20 km × 30 km. Độ biến đổi tối đa là khoảng 2,0 m (6 ft 7 in) được quan sát ở độ sâu khoảng 20 đến 25 km trong khi phần lớn các mảng trượt đều xảy ra ở độ sâu 20 đến 35 km. Chuyển vị đứng của mặt đất được phát hiện bởi vệ tinh Sentinel-1 phù hợp với chuyển động của một đứt gãy đẩy mù hướng về phía bắc.